# 7042 Carver
7042 Carver este o planetă minoră (asteroid), cu un diametru de 4,454 km, din centura de asteroizi. A fost descoperită pe 24 martie 1933 la Observatorul Königstuhl de Karl Wilhelm Reinmuth și a fost numită după George Washington Carver. 
Obiectul prezintă o orbită caracterizată de o semiaxă mare de 2,2890501 UAi, o excentricitate de 0,219974, o înclinație de 2,209 ° în raport cu ecliptica.